# Charles Reid
Charles Clark Reid, communément appelé Charles Reid, né le 12 août 1937 à Cambridge dans l'État de New York, et mort le 1er juin 2019 à Westport dans le Connecticut, est un peintre, illustrateur et enseignant américain, reconnu par le style qu'il a développé à l'aquarelle. Son travail tant à l'aquarelle qu'à l'huile a remporté de nombreux prix nationaux et un prix international, et l'a conduit à animer de nombreux ateliers aux États-Unis et à l'étranger. Il a écrit de nombreux livres, réalisé des DVD pédagogiques, créé un timbre-poste et produit des illustrations entre autres pour une campagne publicitaire d'une grande enseigne aux États-Unis. 
Ses peintures (huiles et aquarelles) se trouvent dans des collections privées et des collections publiques (universités)

## Biographie[2],[3]
Avec les encouragements de ses parents, Charles Reid s’engage à l’âge de 14 ans dans la voie artistique. Une pièce de la maison familiale lui sert de studio. Il s’entraîne à dessiner des chevaux et des Indiens à partir de photographies extraites de livres d’histoire et de livres de Charles Marion Russell et de Frederic Remington, deux peintres reconnus pour avoir peint l’univers de l’Ouest américain.
Il est âgé de 16 ans lorsque son père l’inscrit au cours par correspondance de la Famous Artists School.
Il étudie à la South Kent School (en) de Kent puis à l’université du Vermont de 1955 à 1957. L'absence d'enseignement de pratiques artistiques dans ces deux établissements l'incite à quitter cette université au bout de deux ans pour New York afin de s’inscrire à l'Art Students League of New York de 1957 à 1959. Là, il a pour professeur Frank J. Reilly (en) qui délivre un enseignement très académique dédié à l’illustration.
Formé à la peinture à l'huile, c'est sa manière singulière de peindre à l'aquarelle qui lui offrira une renommée internationale.
Il est invité à exposer à la ROKO Gallery (active de 1946 à 1982), puis à la FAR Gallery qui ferme en 1979, toutes deux implantées à New York.
Charles Reid est membre de la Century Association (en) depuis 1988 et de la National Academy of Design depuis 1980.

## Prix et distinctions

### International
- Purchase Award de la seconde édition de la Biennale internationale l'aquarelle de Shanghai Zhujiajiao en 2013[7],[8].

### National
- Académie américaine des arts et des lettres[9] :
  - Childe Hassam Purchase Fund Award[a]
    - 1975 avec Wally
    - 1976 avec in the Studio

- Société américaine d'aquarelle[b] :

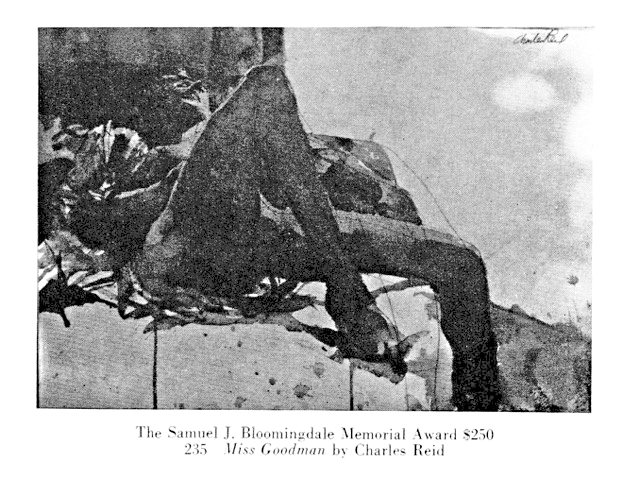
Miss Goodman

- Sam J. Bloomingdale Memorial award 1975 avec Miss Goodman

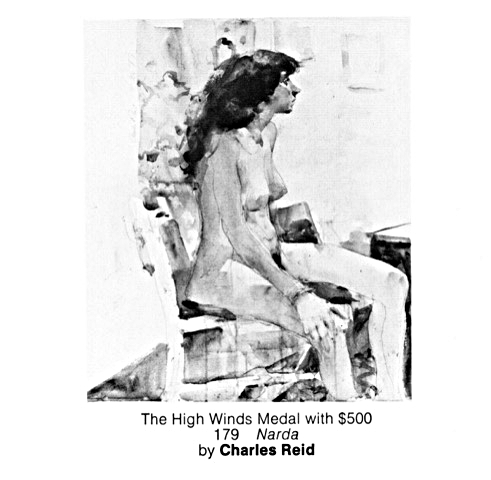
Narda

- High Winds award 1978 avec Narda
- Société des illustrateurs :
  - Médaille d'argent 1983
- National Academy of Design[c]:
  - Julius Hallgarten[10] award 1971, Debbie prix annuel pour la meilleure des trois meilleures peintures à l'huile, peinte par un artiste américain de moins de trente cinq ans.
  - 2nd Altman prize (peinture de personnage): 1972 Thursday Morning
  - 1st Altman prize (peinture de personnage):
  - Thomas B.Clarke prize 1978 Sarah, prix annuel pour la meilleure composition avec personnages
  - Salmagundi award 1975,
  - Henry Ward Ranger fund 1974 Friends 
  - Emil et Dines Carlsen (en) award pour la meilleure nature morte de l'année
  - Adolph et Clara Obrig prize pour la meilleure peinture de l'année.
- Portrait Society of America :
  - Médaille d'or 2013[11],[d]

### Local
- First Prize au festival New Haven Festival 1969
- First Watercolor Award au Salon en plein-air de New Canaan 1970

## Collections publiques
- Smith College Friends don du Ranger Fund.
- Brigham Young University (Utah)
- Yellowstone Art Center
- Century Association
- Marketing Corp. of America
- National Academy of Design

## Héritage
Reilly est du point de vue de ses influences relié à l'académisme de la peinture française du XIXe siècle. En effet lui-même précéda Reid à l'Art Student League où il eut pour professeur de dessin George Bridgman et Frank DuMond comme professeur de peinture tous deux venus se former aux Beaux Arts de Paris et à l' Académie Julian.
Généalogie artistique de Charles Reid
|        |          |            | JL Gérôme               |         |
|        |          | Bridgman ↔ | G Boulanger             |         |
| Reid ↔ | Reilly ↔ |            |                         |         |
|        |          | DuMond ↔   | J-J Levebvre            |         |
|        |          |            | J-J Benjamin-Constant ↔ | Cabanel |

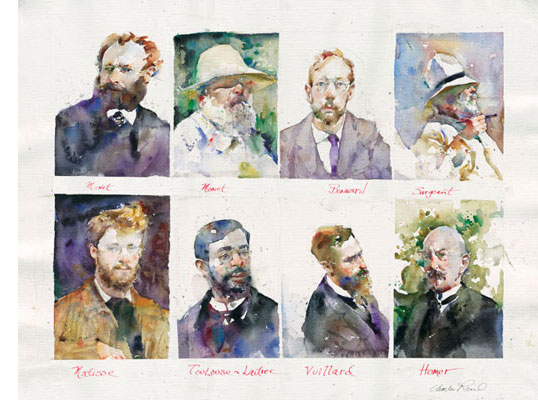
Portrait de ses peintres favorits par Charles Reid

Reid reçoit donc un enseignement basé sur les apports des grands mouvements picturaux qui ont animé en France la fin du XIXe siècle et le début du XXe siècle. Son art est ainsi très influencé par les impressionnistes français tels Edouard Manet dont il apprécie la simplification des formes. Il se réfère également aux Nabis et en l'occurrence à Edouard Vuillard le nabi zouave et Pierre Bonnard le nabi très japonard. Ces derniers avec Toulouse Lautrec comptent parmi ses peintres préférés. Il retiendra d'eux l'emploi de couleurs pures pour les tons de valeurs moyennes.
Par ailleurs Reid est très influencé par les post impressionnistes américains tels John S. Sargent, Winslow Homer, et aussi Fairfield Porter, Andrew Wyeth et Joan Mitchell plus contemporains.

## Formation
Reilly développa une méthode de dessin fondée sur la représentation du corps humain à partir de six lignes formant un cadre à partir duquel se construit le dessin du corps. Mais il est avant tout reconnu pour avoir permis de comprendre l'organisation d'une palette fondée partiellement sur les travaux de Albert Henry Munsell qui fractionne la notion de couleur en trois caractéristiques : Value (Valeur), Hue (la couleur en tant que telle, rouge, bleu etc.) et la Chroma (saturation ou degré de pureté d'une couleur telle que définie par Munsell).
Il organise ainsi sa palette selon 9 valeurs de gris comprises entre les deux bornes que sont le blanc et le noir. Ce dernier est numéroté 0, le gris moyen 5 et le blanc 10. Concept que l'on retrouve chez Charles Reid qui avoue d'ailleurs que l'enseignement de Reilly était axé sur ce thème plutôt que sur celui de la couleur. En effet pour Reilly la réussite d'une peinture repose à 80 % sur l'attribution de valeurs correctes aux formes qui la constituent, à 20 % sur la saturation des couleurs et à 0 % sur le choix des couleurs. Ceci fait dire à Reid que la maîtrise des valeurs est plus importante que celle des couleurs ; une peinture avec de mauvaises couleurs mais de bonnes valeurs fonctionnera toujours mais pas l'inverse.
Reilly place sur sa palette cette échelle de gris étendue du blanc au noir, et de gauche à droite. Puis sous cette rangée il place des couleurs à base de rouge et d'orange de valeur correspondant aux différents gris. Reilly constitue ainsi une palette de couleurs pour peindre les nus à base de rouge, d'orange et de couleur chair. Il créera une autre palette pour peindre les paysages.
Ainsi chaque valeur de gris est convertible en une couleur précise et vice versa. Par exemple un jaune de cadmium clair correspondra au gris de valeur 9, et un gris de valeur 5 correspondra aussi bien à un rouge de cadmium ou à un vert émeraude, un violet dioxazine sera de valeur 1.
C'est la méthode qu'adopte Charles Reid pour organiser sa palette. Il utilise : jaune de cadmium pale or lemon, jaune de cadmium, jaune ocre, terre de Sienne naturelle, terre d'Ombrer, terre de Sienne brûlée, terre d'Ombre brûlée, orange de cadmium, rouge de cadmium clair, cramoisi d'alizarine ou carmin, bleu ceruléen, bleu de cobalt, bleu outremer et violet mineral, vert olive, sap green, vert de Hooker's et vert émeraude.
Se sentant peu doué pour trouver des contrats dans le domaine de l'illustration, il débute lentement, et âgé de 24 ans, il accepte le poste vacant d’enseignant du département de peinture que lui propose, à l’essai d’abord, la « Famous Artists School ». Il corrige donc les travaux de ses élèves en peignant directement à l’huile ou à l’aquarelle selon le cas, corrections qu’il accompagne d’un courrier explicatif.
Au terme de quatre années environ, son responsable lui demande de mettre en place un cours spécifique de peinture du corps humain à l’aquarelle. Formé à la peinture à l’huile, il connaissait peu l’aquarelle qu’il avait seulement pratiquée lors de son voyage de noces à Madère. Son responsable lui fit alors une démonstration en peignant un remorqueur à l’aquarelle au cours de laquelle il lui montra comment rendre l’arrondi de la cheminée par l’estompe, et comment travailler dans le mouillé pour produire l’effet de la fumée. C’est ainsi qu’il fit son apprentissage pour peindre le corps humain à l’aquarelle.
Il s’est aussi formé auprès de l’artiste George Jacobs. Celui-ci aquarellait ses dessins à l'encre et proposa a Reid un voyage d’un mois qui permit à ce dernier de copier le style de Jacobs. Mais cette façon de faire, qui demandait la présence d’un trait marquant le contour, ne se prêtait pas à la peinture du corps humain.
Les seules sources d’inspiration qu'il trouva pour étudier le corps humain à l’aquarelle figuraient dans le magazine Lord & Taylor qui présentait les illustrations de mode de Dorothy Hood (en) qu’il admirait pour leur style simple et direct. Il s’en inspire pour mettre en place un atelier hebdomadaire d’aquarelle avec modèle vivant. Ce travail lui servira de base pour l’écriture de son premier livre Figure Painting in Watercolor en 1972; dix autres livres suivront.
Pour raison de management la « Famous Artists School » dut arrêter son activité, et quelques-uns de ses enseignants dont Reid louèrent un studio pour peindre et y donner des cours à Westport.

## Collaborations
- Illustration d'un timbre de 8 cents pour le Service postal américain. Ce timbre fut édité afin de promouvoir la planification familiale dans sa politique du contrôle des naissances. Il fut émis pour la première fois le 18 mars 1972. Pour sa réalisation Reid s'est inspiré d'une photographie de famille le représentant accompagné de sa femme et de ses deux enfants marchant vers l'observateur[17]
- Illustration pour promouvoir une marque de bottes de chasse de la marque L.L.Bean (en). Cette illustration était présente dans leur catalogue Sports Afield, sur leurs camions, sur les panneaux publicitaires de leur magasin de Freeport dans le Maine. Cette illustration se retrouve aussi sur la couverture du livre écrit par l'un des propriétaires de la marque au sujet de l'entreprise familiale et de son expérience. La collaboration avec cette entreprise s'étend sur une période de 25 ans puisqu'il existe un catalogue de l'été 1992 dont la couverture est illustrée par une aquarelle signée Charles Reid, et les deux dernières commandes datent de 2017. Cette collaboration comprend une collection de 74 illustrations originales de Charles Reid dont la majorité se rapporte à la période 2001-2004
- Illustration du roman The Smallest Dragonboy (en) de l'écrivaine américano-irlandaise Anne McCaffrey
- Illustration pour le Reader's Digest books
- Illustration pour American heritage
- Illustration pour Harpers
- Illustration American Corporation Marketing

## Caractéristiques de son style[18],[19],[20]
Trois éléments caractérisent le travail de Charles Reid: sa manière de dessiner, sa conception du système de valeurs et de couleurs, son usage de l'ornementation.

### Le dessin
Au cours des années 70 et 80 il est amené à beaucoup se déplacer en avion et passe ses heures d'attente à dessiner ce qu'il voit et tout particulièrement les voyageurs dans les aéroports. Il développe alors sa manière de pratiquer le contour-drawing, ou dessin par le contour et point-à-point,. C'est ainsi qu'il prépare la future peinture. La particularité de ce dessin est un trait pratiquement continu avec des changements de direction, des connexions marquées par des frises et des points à la manière de ces jeux pour enfants qui consistent à partir du point no 1 à arriver au point n°x final pour découvrir ce que l'on a dessiné par le contour. Notons que dans ces jeux le trait relie les contours extérieurs de la forme aux contours des formes intérieures que cette forme renferme. C'est une donnée sine qua non du dessin par le contour.
La différence par rapport au jeu pour enfant tient dans les connexions qui relient les plans et les formes entre elles. Ce dessin ne recherche pas le contour des objets en tant que tel mais celui des formes d'ombre et des formes de lumière, qui ne correspondent pas à celles des objets. Le crayon effectue ainsi un parcours, un itinéraire, sur la feuille qui l'amène d'un point initial à un point final avec parsemés sur son trajet des points qui marquent les changements de direction, les connexions, les croisements et les chevauchements. Ainsi le contour d'un objet ne sera pas forcément complet et restera en partie ouvert pour indiquer une zone de fusion entre deux plans de valeur similaire.
Dans le même esprit le trait sera plus ou moins appuyé selon que l'on souhaite connecter ou séparer, "trouver" ou "perdre" le contour en fonction de la valeur tonale des zones contiguës que l'on souhaite fondre l'une dans l'autre ou au contraire séparer. Ainsi déjà en dessinant Reid peint dans son esprit en sélectionnant des zones de fusion entre les différents plans, et en marquant par des contours nets des zones qu'il souhaite mettre en évidence. Ce dessin n'est pas effacé et constitue réellement le squelette de sa peinture.

### La couleur
Charles Reid fonde son approche de la couleur (et de la composition) sur les principes des impressionnistes (E. Manet), des nabis et des fauves (R. Dufy) qui rejoignent par certains aspects ceux des peintres de la réalité poétique (J. Cavaillès ami de Bonnard). C'est-à-dire qu'il utilise des couleurs pures pour les tons de valeurs moyennes, et exploite les zones de valeur similaire pour réunir différents plans. Rompu à la technique à l'huile il adapte cette technique à l'aquarelle. C'est là l'originalité de son travail qui se situe aux antipodes de la technique classique à base de lavis superposés humides sur sec telle que l'enseignait au XIXe siècle Eugène Cicéri petit fils du peintre Isabey.
Sa technique repose sur la notion de rapport entre couleur et valeur et sur le rapport entre couleur locale et couleur pure le principe de "couleur/valeur locale pure". Suivant l'enseignement de Reilly, Reid traite la couleur en termes de valeur de gris disposé sur une échelle allant du blanc au noir. Ainsi chaque couleur de sa palette correspond à un gris de l'échelle de valeurs car tout pigment en décomposant la lumière blanche produit une couleur et qui peut être convertie en un gris spécifique, ce qu'il traduit par la notion de binôme Couleur/Valeur car ces paramètres sont indissociables l'un de l'autre. À ce binôme il associe le qualificatif « locale » ce qui donne la notion de "couleur/valeur locale". C'est-à-dire que tout objet en dehors des variations de valeurs tonales provoquées par les effets de la lumière sur et autour de lui tels les éclats, ombres et ombres portées, possède sa couleur propre dite locale. Il est rouge, ou vert, ou jaune, etc., et il faut le voir ainsi sans modulation de nuance, à la manière de l'enfant qui dessinant une tomate ou le tronc d'un arbre fait une tache plus ou moins ronde d'un rouge uniforme pour le fruit et un trait épais marron pour le tronc. C'est pourquoi Reid n'emploie des couleurs pures c'est-à-dire de couleurs intense, vives, saturées (la saturation d'une couleur étant son degré de pureté) que pour les valeurs tonales moyennes et pour les valeurs tonales foncées ce qui crée un contraste fort avec le blanc du papier. Ce binôme évolue donc en principe de « Couleur/Valeur Locale Pure ».
La qualité de la lumière de ses aquarelles provient du juste équilibre entre le blanc du papier qu'il s'efforce de préserver et les valeurs locales associées aux couleurs pures. Ce principe de la "couleur/valeur locale pure" conduit à une gestion particulière des noirs et des blancs.
En effet, Reid a peu recours au noir intense et utilise rarement ces pigments qui viennent parfois foncer un mélange déjà sombre. Mais généralement les valeurs noires qu'il voit sont peintes plus claires qu'en réalité. Il ne va pas pratiquer le clair-obscur, bien qu'il affectionne peindre "backlit", c'est-à-dire à contre jour, les bouquets avec natures mortes posés devant une fenêtre par exemple. C'est par le jeu des couleurs/valeurs pures entre les différents plans du tableau que la lumière va s'exprimer et non par un contraste blanc/noir, car les couleurs pures ont autant d'impact sur le blanc du papier qu'un noir. À ce sujet il favorise les fusions entre les différents plans par le jeu des valeurs similaires et juxtaposées qui appartiennent à ces différents plans ce qui rajoute encore à l'effet de luminosité.
Pour les blancs et les valeurs claires correspondant aux multiples nuances de blanc, Reid insiste en précisant qu'un objet blanc reste blanc quel que soit l'éclairage qu'il reçoit, même dans l'ombre il est blanc. La plus foncée des nuances de blanc sera toujours plus claire que la plus claire des nuances sombres. White is white en toute circonstance, principe qui explique la manière dont il traite les variations de valeur tonale des objets blancs dans les ombres et ombres portées par l'utilisation de nuances de blanc, obtenues à partir de mélanges complémentaires subtils chauds ou froids qu'il juxtapose sur le papier, et à partir de nuances d'un gris composé de bleu de céruleum, d'ocre jaune ou terre de sienne naturelle et de carmin qu'il affectionne particulièrement. Application de la notion de couleur locale pure appliquée au blanc que l'on fonce par l'utilisation d'une nuance de blanc légèrement plus foncée. C'est uniquement pour ces nuances de blanc que Reid emploie les jus dilués qui vont à leur tour contribuer à créer l'effet de luminosité dans ses aquarelles.

### Ornementations
Il insiste sur l'emploi de beaucoup de pigment avec suffisamment d’eau (le bon ratio eau/pigment) pour éviter la fadeur due à une trop grande dilution car il apprécie que l'eau marque de son empreinte son travail sans affadir la couleur. Il favorise et recherche ainsi dans les zones de valeur équivalentes la fusion des "jus" laissant l'eau agir librement. C'est ainsi qu'il laisse parfois les coulures se "peindre" d'elles-mêmes, ou les auréoles se former. Par ailleurs il affectionne particulièrement les projections. À ce sujet il n'est pas explicite, et dit seulement qu'il aime ce procédé, qui anime les zones sans motif tout en créant des effets de fusion et des contours perdus. Les projections mais aussi les coulures et les auréoles constituent les ornementations.
Ces enrichissements renforcent l’idée de gaieté, de vivacité et de spontanéité de son travail.

## Technique
Charles Reid ne fait aucun dessin préparatoire, pas de vignette d'étude de valeur ou de composition. Il commence directement son dessin au contour la main ancrée sur la feuille qu'elle ne quitte que très rarement.
Pour le maniement du pinceau comme pour le dessin il garde toujours au moins un doigt, sinon le bord de la main, en contact avec le papier. À l'opposé de Frank Webb (en), autre aquarelliste, qui tient à deux ou trois doigts son pinceau par l'extrémité du manche et peint lentement avec une grande souplesse dans le geste du bras, ou encore de Joseph Zbukvic qui tient son pinceau à mi-manche ou pas très loin de la virole et dont le geste est vif et nerveux. À chaque personnalité son tempo et sa gestuelle.
Reid n'use ni du lavis ni du glacis. Ici pas d'étape 1, 2, etc. Les pigments fraîchement sortis du tube sont posés directement sur le papier en taches juxtaposées qui délimitent des formes qui selon sa décision fusionneront ou pas et qui auront quoi qu'il en soit une partie au moins de leur contour adouci. Il peut ainsi reprendre le même thème plusieurs fois et ne recommencera ni son dessin ni le travail au pinceau au même endroit car il n'a pas de plan préétabli. Il commence son dessin et sa peinture selon son inspiration du moment.
En improvisation pas de retour possible, c'est un processus qui se joue d'un trait, processus adopté par le peintre dont la règle est d' appliquer la valeur souhaitée du premier coup. Il revient donc rarement sur le premier passage. Il le fait seulement pour renforcer une valeur ou pour suggérer un détail car la règle impose de ne point retoucher pour corriger un éventuel défaut. D'ailleurs il ne reprend jamais ce qu'il considère comme raté, il conserve cette erreur et finit son aquarelle.
Son but n'est pas la recherche de la perfection de l'aspect de la réalisation qui à son avis produit une peinture figée et sans vie, mais celle de la lumière et du jeu des couleurs.
Comme les nabis il prône l'absence de centre d'intérêt et prête une attention particulière aux angles et aux bords de la feuille et insiste aussi, prolongement du contour-drawing, sur les notions de connexion et de séparation entre les contours intérieurs et les contours extérieurs des objets ou plus exactement des formes, s'affranchissant ainsi de la troisième dimension.
Peintre figuratif il sacrifie l'objet tout en conservant l'idée au profit des formes et des motifs, de même si la peinture l'exige il s'affranchit de la perspective aérienne notamment pour rester en deux dimensions. Tout ceci concourt à donner à ses aquarelles fraîcheur et spontanéité ou plus exactement l'illusion de la spontanéité, car en fait ce rendu repose sur une solide technique et un travail longuement mûri. Chaque coup de pinceau est pensé pour donner l'effet souhaité du premier coup. Il peint donc lentement contrairement à ce que l'on pourrait croire en admirant son travail.
Sur un plan purement technique il accorde une grande importance au travail du pinceau, c'est-à-dire à la façon de poser la couleur sur le papier et de l'étirer dans telle ou telle direction et à la manière d'établir au pinceau des contours ou des bords nets, "trouvés" (séparations), par opposition aux bords perdus (connexions). Pour lui tout objet doit éviter d'être serti, contenu et enfermé, et pour cela avoir une partie de son bord net et une autre partie diffuse. Il commence par l'application des couleurs moyennement foncées pour aller vers les tons clairs sans se préoccuper de leur transparence ou opacité car, comme dit plus haut, il n'emploie pas la technique du lavis. Il n'humidifie pas sa feuille ou seulement parfois par des projections d'eau pure. Il peint en juxtaposant les touches de couleurs, donc humide sur sec en laissant certaines taches fusionner entre-elles.

## Peintre improvisateur
Charles Reid est un peintre complet dont le travail s'étend de la nature morte au portrait en passant par le nu et le paysage bien qu'il qui avoue ne pas être un bon peintre paysagiste. L'influence de Vuillard se trouve dans le choix de peindre des scènes d'intérieur intimistes, des scènes de la vie quotidienne comme celle du plan de travail de sa cuisine encombré de ce dont il se sert pour cuisiner, car il aimait cuisiner.
Sa formation classique fait de lui un maître du dessin qui préfère le contour aux lignes rythmiques et aux masses. Il déroule son trait continu sur la feuille alternant droites et courbes marquées par des points ou des frises ici ou là, un peu à l'image de Calder qui déroulait son fil de fer et dessinait ainsi des contours dans l'espace avec des nœuds par endroits et des torsades ailleurs.
À l'image des jazzmen il envisage son art sous l'angle de l'improvisation se libérant par là d’ennuyantes répétitions en créant à chaque fois une œuvre nouvelle au caractère spontané.
Digne héritier des nabis et des fauves par l'emploi de couleurs pures, et des impressionnistes par la lumière qui émane de ses aquarelles, il produit par sa maîtrise technique une peinture fraîche, lumineuse donnant l'illusion de la spontanéité et empreinte d'une joie de vivre. Ses peintures respirent le bonheur et en ce sens son travail rejoint celui des peintres de la Réalité poétique comme Maurice Brianchon et Jules Cavaillès.

## Peintre pédagogue
Charles Reid était de plus reconnu en tant que pédagogue. Il a animé de par le monde 15 à 20 ateliers par an pendant 35 à 40 ans. Il a écrit douze livres dont onze essentiellement consacrés à l'aquarelle (aucune traduction en français) ainsi que neuf coffrets de DVD pédagogiques dans lesquels il livre tout de sa technique, de façon simple et claire.
Un participant à l'un de ses ateliers dit de lui « He's very giving. He doesn't hold anything back. »
À plusieurs reprises il fut sollicité en tant que jury d'exposition.